# Астапкович, Антон Игоревич
Антон Игоревич Астапкович (бел. Антон Ігаравіч Астапковіч; род. 29 января 1994, Минск, Белоруссия) — российский профессиональный баскетболист, играющий на позиции лёгкого форварда.

## Карьера
Начал заниматься баскетболом в ДЮК № 2 города Минск. Первый тренер — Виталий Геннадьевич Радюк. С 2009 года тренировался в молодёжной системе ЦСКА.
В сезоне 2014/2015 привлекался к играм основного состава армейского клуба, приняв участие в 3 матчах Евролиги и 3 — Единой лиги ВТБ, суммарно отметившись 7 очками, 5 подборами, 4 передачами и перехватом. В составе ЦСКА-2 стал победителем Единой молодёжной лиги ВТБ. Его средние показатели составили 15,9 очка, 6,0 подбора, 2,7 передачи, 1,9 перехвата и 0,9 блок-шота. В январе 2015 года Антон был признан лучшим игроком месяца Единой молодёжной лиги ВТБ, а перед началом плей-офф чемпионата — «Самым ценным игроком» регулярного сезона.
Перед началом сезона 2015/2016 Астапкович подписал 5-летний контракт с ЦСКА. В составе основной команды Антон стал чемпионом Евролиги, чемпионом Единой лиги ВТБ и чемпионом России, но на площадке появлялся лишь эпизодически, приняв участие в 3 матчах Евролиги и 4 — Единой лиги ВТБ. В составе ЦСКА-2 Астапкович во второй раз стал чемпионом Единой молодёжной лиги ВТБ и был признан «Лучшим атакующим защитником» «Финала восьми» турнира. Средние показатели Антона в молодёжной Лиге составили 19,2 очка, 7,6 подбора, 2,8 передачи и 2,1 перехвата.
В июне 2016 года, на правах аренды, стал игроком «Автодора» до окончания сезона 2016/2017. Астапкович провёл 22 матча в Единой лиге ВТБ, набирая в среднем 1,5 очка, 1,5 подбора и 0,5 перехвата. В 12 играх Лиги чемпионов ФИБА его средняя статистика составила 1,0 очка, 0,5 подбора, 0,5 перехвата и 0,4 передачи.
По окончании аренды в саратовском клубе Астапкович вернулся в ЦСКА. В сезоне 2017/2018 Антон выступал за ЦСКА-2 в Суперлиге-1. В составе фарм-клуба провёл 40 матчей, набирая в среднем 15,3 очка, 5,3 подбора, 2,1 передачи, 1,4 перехвата, 0,7 блок-шота.
В июне 2018 года Астапкович и ЦСКА расторгли контракт по взаимному согласию сторон. Свою карьеру Антон продолжил в «Нижнем Новгороде», подписав 2-летний контракт. В Лиге чемпионов ФИБА принял участие в 17 матчах, проводя на паркете в среднем по 21 минуте. За это время он успел отметиться статистикой в 7,4 очка, 3,9 подбора и 1,2 передачи. В 29 матчах Единой лиги ВТБ Антон набирал 8,8 очка, 3,7 подбора и 2 передачи.
В июле 2019 года Астапкович и «Нижний Новгород» подписали новый 2-летний контракт.
17 февраля 2020 года Астапкович принял участие в «Матч всех звёзд» Единой лиги ВТБ. В этой игре он провёл на площадке 4 минуты 32 секунды и отметился 1 подбором и 2 передачами. Так же, Антон принял участие в конкурсе по броскам сверху, но выбыл в первом раунде.
В сезоне 2019/2020 Астапкович провёл 18 матчей в Единой лиге ВТБ и набирал в среднем 10,8 очка, 3,7 подбора и 1,5 передачи. В 16 матчах Лиги чемпионов ФИБА Антон набирал 8,4 очка, 4,1 подбора, 1,9 передачи.
В июле 2020 года Астапкович подписал новый 1-летний контракт с «Нижним Новгородом».
В сезоне 2020/2021 Астапкович в Единой лиге ВТБ набирал 13 очков, 4,3 подбора и 2,7 передачи. В Лиге чемпионов ФИБА его статистика составила 12 очков, 6,1 подбора и 4,4 передачи.
По итогам сезона 2020/2021 Астапкович стал обладателем награды «Лучший перфоманс сезона» Единой лиги ВТБ. Этот приз Антон получил за выступление в матче против «Химок» (96:85), когда установил личный рекорд карьеры набрав 34 очка, а также отметился 7 подборами, 2 передачами, 2 перехвата, 1 блок-шотом при набрал 41 балл за эффективность действий.
В июле 2021 года подписал новый 2-летний контракт с «Нижним Новгородом».
В сезоне 2021/2022 Астапкович принял участие в 19 матчах Единой лиги ВТБ и набирал 13,8 очка, 5,2 подбора, 3,4 передачи и 1,3 перехвата. В 4 матчах Лиги чемпионов ФИБА Антон отметился статистикой в 9,8 очка, 4,3 подбора, 4,5 передачи и 1,0.
В июне 2022 года Астапкович вернулся в ЦСКА.
В сезоне 2022/2023 Астапкович стал бронзовым призёром Единой лиги ВТБ, бронзовым призёром чемпионата России и серебряным призёром Суперкубка Единой лиги ВТБ.
В декабре 2023 года Астапкович и Андрей Мартюк из «Локомотива-Кубани» были признаны «Самыми ценными игроками» Единой лиги ВТБ. Средние показатели Антона по итогам месяца составили 13,7 очка, 5,3 подбора и 3,0 передачи при 20,0 балла за эффективность действий.
В январе 2025 года Единая лига ВТБ предоставила Астапковичу wild card для участия в «Матче всех звёзд».

## Сборная России
Летом 2016 года Астапкович получил приглашение в «Открытый лагерь РФБ», по итогам которого несколько игроков смогут присоединиться к тренировкам основной сборной России.
В мае 2017 года вновь был вызван в «Открытый лагерь РФБ», участники которого присоединятся к основному сбору национальной команды.
В июне 2017 года был включён в состав сборной России, составленный по итогам завершившегося «Открытого лагеря РФБ», и принял участие в баскетбольном турнире Спортивных игр БРИКС. Одержав победы над всеми тремя соперниками (ЮАР, Индия и Китай) сборная России стала победителем турнира.
В феврале 2020 года Астапкович был включён в расширенный состав сборной России на отборочные игры Евробаскета-2021.
В ноябре 2021 года Астапкович был включён в расширенный состав сборной России для участия в подготовке к матчам квалификации Кубка мира-2023 со сборными Италии и Исландии.
В феврале 2021 года Астапкович был вызван на сбор национальной команды для подготовки к двум матчам квалификации Кубка мира-2023 со сборной Нидерландов.

## Личная жизнь
Отец — метатель молота Игорь Астапкович, мать — метательница диска Ирина Ятченко.
В августе 2015 года Астапкович получил российский паспорт. До получения гражданства России уроженец Белоруссии, проживал в Москве последние шесть лет, работал в молодёжном проекте ЦСКА, давно занимался вопросом гражданства, обладал видом на жительство, летом 2015 года получил вузовский диплом, и это позволило получить российское гражданство на общих основаниях.
7 ноября 2018 года Антон и его девушка Елена официально стали мужем и женой. 16 марта 2020 года в их семье родился сын (вес - 4050 грамм, рост - 57 см).

## Достижения

### Клубные
- Чемпион Евролиги: 2015/2016
- Чемпион Единой лиги ВТБ (3): 2015/2016, 2023/2024, 2024/2025
- Бронзовый призёр Единой лиги ВТБ: 2022/2023
- Серебряный призёр Суперкубка Единой лиги ВТБ: 2022
- Чемпион России (3): 2015/2016, 2023/2024, 2024/2025
- Бронзовый призёр чемпионата России: 2022/2023
- Серебряный призёр Кубка России: 2018/2019
- Чемпион Единой молодёжной лиги ВТБ (2): 2014/2015, 2015/2016

### Сборная России
- Чемпион Игр стран БРИКС: 2017

## Статистика
| Сезон                                                                                   | Команда   | Лига            | GP | GS | MPG | FG%  | 3P%  | FT%   | RPG | APG | SPG | BPG | PPG |  |
| 2014/15                                                                                 | Все клубы | Все лиги        | 6  | 0  | 4,0 | 20,0 | 14,3 | 100,0 | 0,8 | 0,7 | 0,2 | 0,0 | 1,2 |  |
| 2014/15                                                                                 | ЦСКА      | Единая лига ВТБ | 3  | 0  | 2,8 | 0,0  | 0,0  | 100,0 | 1,0 | 0,0 | 0,3 | 0,0 | 0,7 |  |
| 2014/15                                                                                 | ЦСКА      | Евролига        | 3  | 0  | 5,2 | 33,3 | 20,0 | 0,0   | 0,7 | 1,3 | 0,0 | 0,0 | 1,7 |  |
| 2015/16                                                                                 | ЦСКА      | Единая лига ВТБ | 4  | 0  | 7,5 | 20,0 | 16,7 | 100,0 | 1,3 | 0,5 | 0,0 | 0,0 | 1,8 |  |
|                                                                                         |           | Всего           | 10 | 0  | 5,4 | 20,0 | 15,4 | 100,0 | 1,0 | 0,6 | 0,1 | 0,0 | 1,4 |  |
| Наведите курсор мыши на аббревиатуры в заголовке таблицы, чтобы прочесть их расшифровку |           |                 |    |    |     |      |      |       |     |     |     |     |     |  |